# Classe MEKO 200
Le fregate MEKO 200 non sono una vera e propria classe intesa in senso classico, quanto piuttosto una tipologia di navi, appartenente ad un'intera famiglia sviluppata dai cantieri Blohm & Voss, sulla base di una nuova tecnologia che questi cantieri di Amburgo hanno sviluppato, quella di una nave che possa soddisfare tutti i requisiti che i clienti possano porre per equipaggiare e ammodernare le navi ordinate.
Le fregate MEKO 200 sono suddivise in varie sottoclassi di tipo diverso, che nella loro caratteristica di flessibilità sono state adottate da numerosi clienti. Tra le caratteristiche più importanti, vi è sempre un cannone da 100 o 127mm, uno o più CIWS, un sistema missilistico superficie-aria, lanciasiluri ASW leggeri, una batteria di missili antinave Harpoon e un elicottero antisommergibile. I motori sono di tipo diverso, ma in generale di tipo CODOG e quelli di crociera sempre diesel. La massa è leggermente superiore a quella di una fregata Classe Lupo, e leggermente inferiore a quella di una Classe Maestrale.
Le dimensioni sono simili a quelle delle fregate Lupo. Introdotte limitate caratteristiche per la riduzione delle segnature, incluse quelle radar, con fiancate a doppia curvatura, alberi piramidali e fumaioli caratteristici della classe, accoppiati e inclinati verso l'esterno, sui lati della nave.
Il successo delle unità di questa classe, o meglio famiglia, è dato da una serie di contratti stipulati con numerosi clienti, rendendo queste unità quelle di maggiore successo di sempre. Se le Type 12 inglesi sono state quelle di maggior successo tra quelle degli anni sessanta, le Lupo hanno costituito il best seller del decennio successivo, ma hanno ceduto 10 anni dopo il primato alle navi tedesche, anche se molte sono state realizzate su licenza in altri Paesi. Anche se apparse appena dopo le Maestrale, le Meko sono di fatto le navi dell'epoca del "dopo-Guerra fredda".

## Unità
Fino ad oggi sono ventinove le unità navali costruite in oltre un ventennio, a conferma della validità del progetto, di cui otto per la Turchia, otto per l'Australia e due per la Nuova Zelanda, quattro per la Grecia, tre per il Portogallo ed infine ultimamente quattro per il Sudafrica.

### Turchia: Meko 200TN
Le navi di concezione tedesca sono state sempre apprezzate in riva al Bosforo, sin dai tempi della prima guerra mondiale. Gli incrociatori da battaglia Goeben e Breslau, entrati in servizio nella Kaiserliche Marine nel 1912 sono stati ceduti all'Impero ottomano. Il Breslau ribattezzato Midilli, nome turco dell'isola di Lesbo, venne affondato da una mina il 20 gennaio 1918, mentre il Goeben entrato a far parte della marina turca il 16 agosto 1914 e ribattezzato Yavuz Sultan Selim è rimasto in servizio fino al 20 dicembre 1960 per essere demolito nel 1973.

#### 1982, Turchia: Classe Yavuz
Il primo grosso contratto per questa classe di navi venne fatto nel 1982 tra i cantieri tedeschi e la Turchia che aveva la necessità di sostituire i vecchi cacciatorpediniere americani della seconda guerra mondiale sottoposti agli aggiornamenti del Programma FRAM. L'ordine fatto ai cantieri tedeschi era di quattro navi, di cui due da costruirsi in Germania, dove esiste anche una notevole componente di immigrati turchi, e due in Turchia.

#### 1990, Turchia: Meko 200 Barbaros
Dopo quasi dieci anni dalle Meko 200TN Yavuz venne stipulato con la Turchia un secondo contratto, firmato il 19 gennaio 1990 per altre quattro navi migliorate, classe Barbados o Meko 200TN II, anche queste costruite due ad Amburgo e due in Turchia. Rispetto alle precedenti hanno una lunghezza maggiore di 6m e un diverso apparato motore. Le unità sono state realizzate in due lotti Track II A e Track II B, che costituiscono le sottoclassi Barbaros e Salih Reis identiche ad eccezione dei missili antiaerei a lungo raggio. Le unità del Lotto IIA sono armate con il lanciamissili Mk 29 per missili Sea Sparrow, mentre le unità del Lotto IIB sono armate con lanciamissili Mk 41 con celle a lancio verticale per missili ESSM. L'entrata in servizio delle due unità del Lotto IIA è avvenuta tra il 1995 e il 1996, mentre l'entrata in servizio delle due unità del Lotto IIB è avvenuta tra il 1998 e il 2000.

### 1986, Portogallo: Classe Vasco da Gama
Il secondo contratto firmato per le fregate MEKO 200, firmato il 25 luglio 1986, con acquirente la marina portoghese, che aveva avuto già l'esperienza di avere navi di concezione tedesca nella propria flotta.

### 1989, Grecia: Classe Hydra
Il terzo ordine per le MEKO 200 è stato fatto dalla Marina Greca nel finire della Guerra fredda, per ammodernare massivamente la flotta di prima linea, oramai invecchiata essendo costituita, come la flotta turca, da vecchie unità ex-americane. Le Meko 200 HN greche se confrontate con le Maestrale, mostrano dimensioni simili, con radar di scoperta aerea a medio raggio e a corto raggio quasi identici anche nella forma, pur essendo per lo più di modello diverso; l'armamento artiglieresco costituito da un cannone da 127mm, ma di tipo diverso (Mk 45 per le MEKO HN 200 e Compatto per le Maestrale) e 2 CIWS ma disposti in maniera diversa. L'aspetto delle MEKO greche è molto più voluminoso delle Maestrale, come confermano i dati dimensionali, con la plancia più alta e lo scafo più corto.

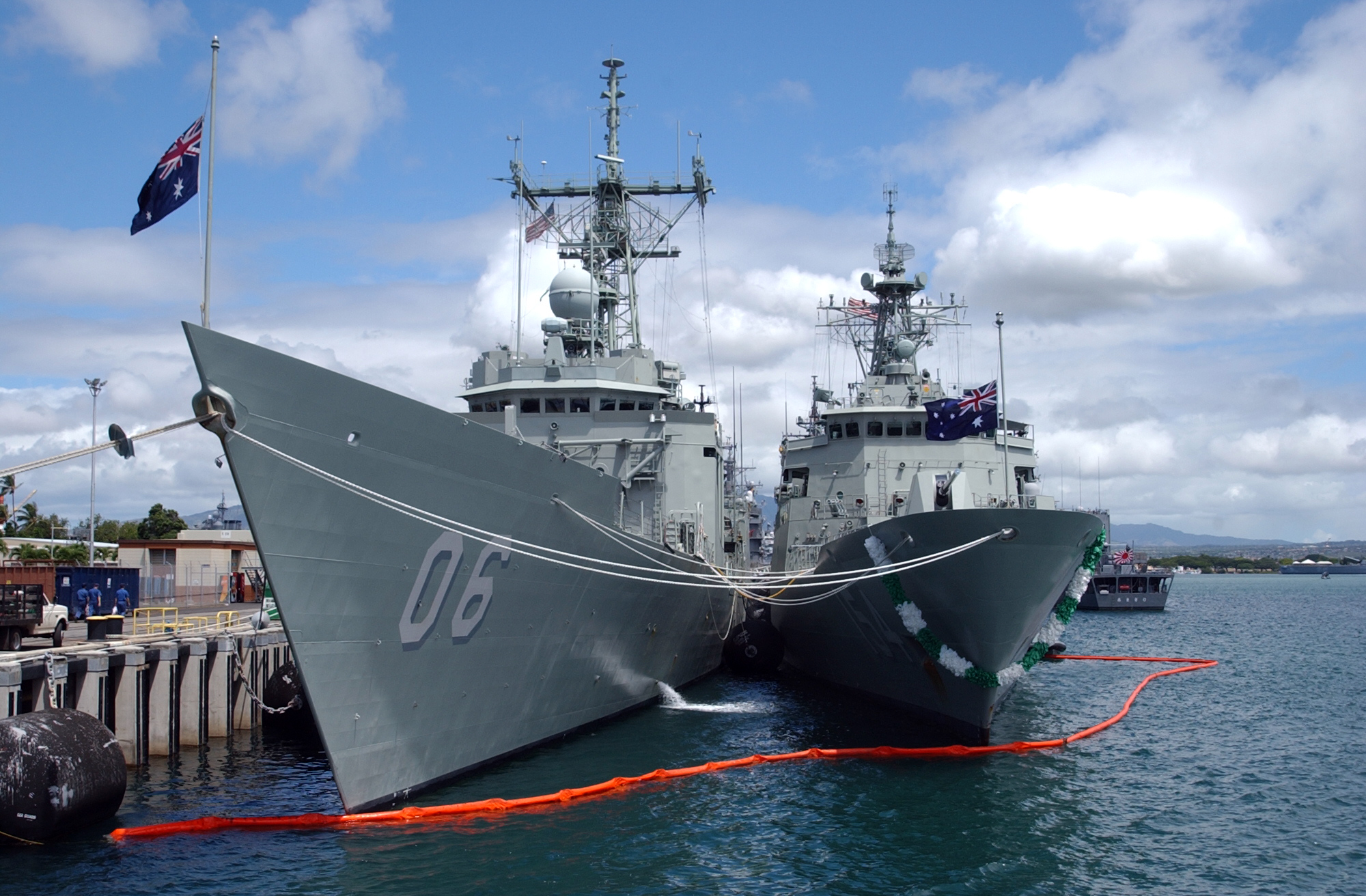
La foto permette di verificare la differenza dimensionale, come anche costruttiva tra una fregata Perry, la HMAS Newcastle a sinistra, e una ANZAC, la HMAS Parramatta

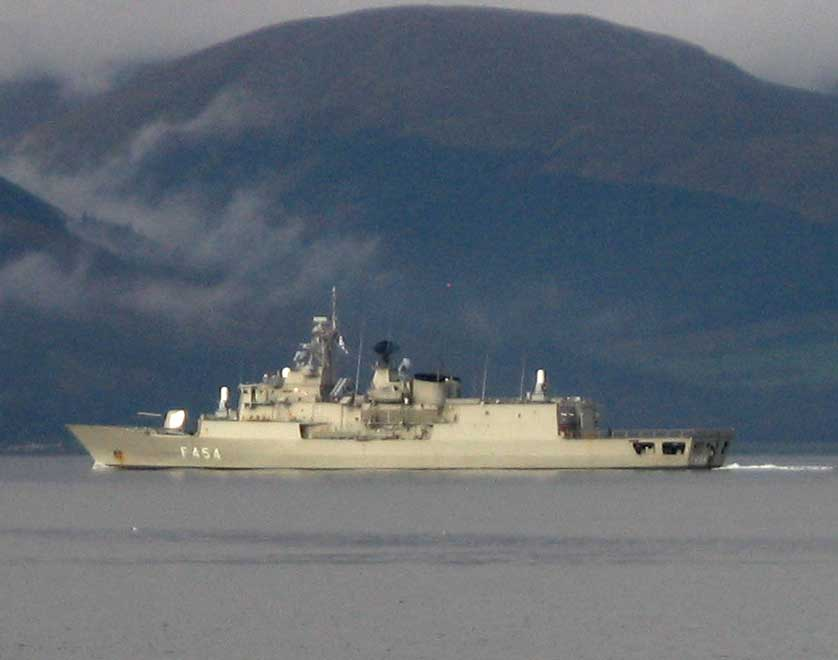
La PSARA dimostra alcune caratteristiche: hangar, CIWS (cupolini bianchi), cannone, missili Harpoon a mezza nave, radar sui 2 alberi e i fumaioli, accoppiati e inclinati all'esterno, tipici delle MEKO

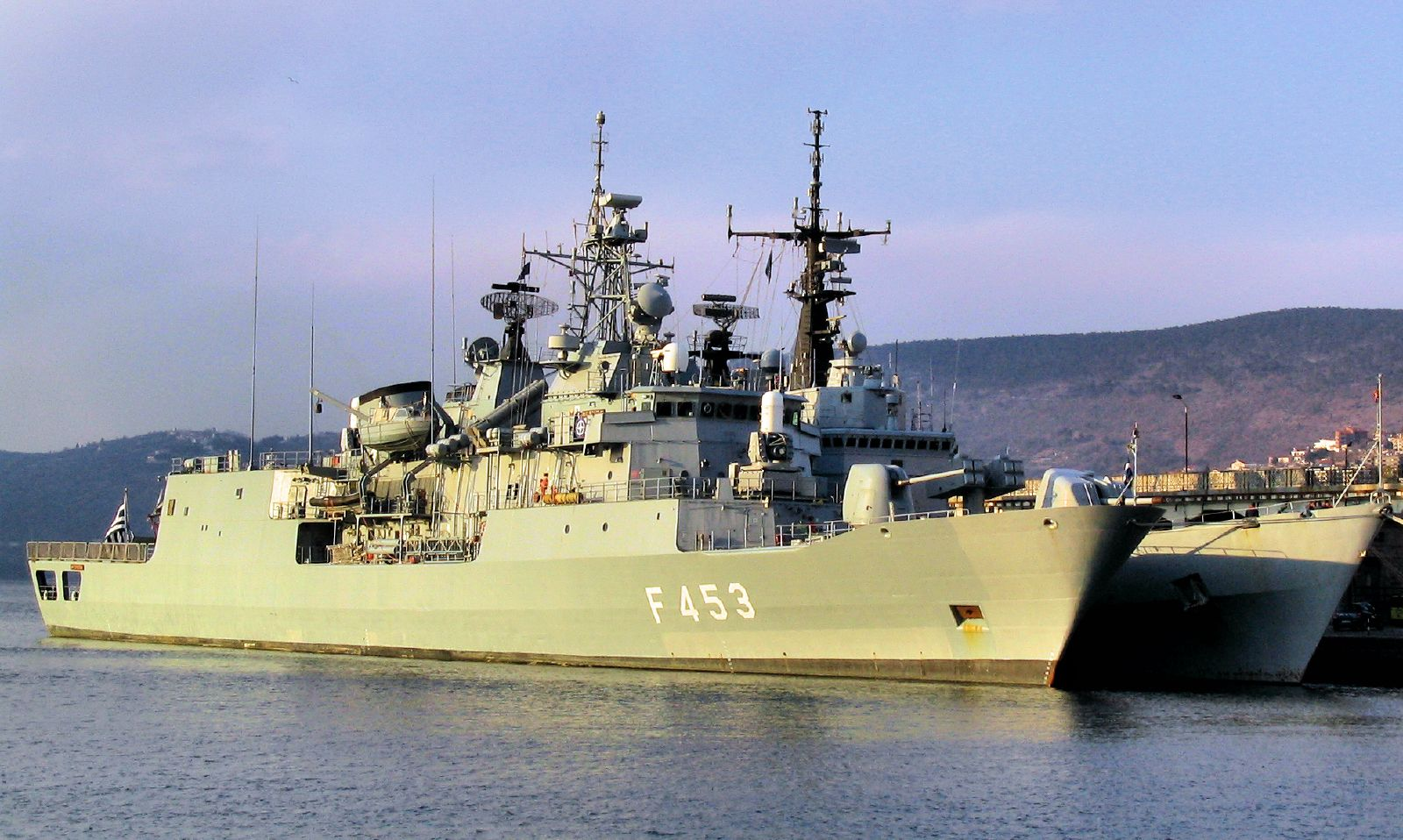
La F 453 SPETSAI, a Trieste, offre un interessantissimo confronto diretto con una fregata Classe Maestrale. Le navi mostrano dimensioni simili, ma l'aspetto delle MEKO è molto più voluminoso, con la plancia più alta e lo scafo più corto

### 1989, Australia/N.Z.: Classe ANZAC
Il più grande contratto per le fregate MEKO 200 si è avuto per il programma congiunto ANZAC Australia-N.Z. Esso si è sviluppato a partire dal 1989, in un totale di 10 navi, di cui otto per l'Australia e due per la Nuova Zelanda.

### 2000, Sud Africa: Meko 200 Valour
L'ultimo contratto in ordine di tempo per le Meko 200 è stato stipulato all'inizio del nuovo millennio con la Marina del Sudafrica per quattro fregate MEKO A-200SAN Valour, costruite nei cantieri tedeschi. La costruzione delle unità è iniziata nel 2001 e le navi sono entrate in servizio tra il 2006 e il 2007.